# Гьоксу
„Гьоксу“ (на турски: Göksu) е квартал в район „Бейкоз“ в Истанбул, Турция. Намира се в анадолската част на града и граничи с кварталите „Aнадолухисаръ“ на север, „Гьозтепе“ на изток, „Йенимахале“ на югоизток; кварталите „Кючюксу“ и „Kaндили“ в район „Юскюдар“ на юг; на запад е Босфора.
Носи името на едноименния поток, който преминава през средата на квартала.